# Псилоринхи
Псилоринхи (лат. Psilorhynchus) — род лучепёрых рыб в монотипическом семействе псилоринховых (Psilorhynchidae) отряда карпообразных. В состав рода включают 29 видов.

## Описание
Рот маленький, субтерминальный; челюсти с острыми роговыми краями, губы мясистые; усики отсутствуют; жаберные отверстия узкие; вентральная поверхность головы уплощенная; спинной плавник с 10-12 лучами (7-9 разветвленных) и анальный плавник с двумя неразветвленными и пятью разветвленными лучами; грудной плавник по меньшей мере с четырьмя разветвленными лучами; боковая линия полная, с 31-50 чешуйками; глоточная кость с одним рядом из четырех зубов; плавательный пузырь уменьшен. Максимальная длина около 8 см.

## Распространение
Бангладеш, Непал и прилегающие районы Индии, Мьянма и Китай. Обитают в пресноводных горных реках и ручьях с быстрым течением.

## Виды
- Psilorhynchus amplicephalus Arunachalam, Muralidharan & Sivakumar, 2007
- Psilorhynchus arunachalensis (Nebeshwar, Bagra & D. N. Das, 2007)
- Psilorhynchus balitora (F. Hamilton, 1822)
- Psilorhynchus brachyrhynchus Conway & Britz, 2010[4]
- Psilorhynchus breviminor Conway & Mayden, 2008
- Psilorhynchus chakpiensis Shangningam & Vishwanath, 2013[5]
- Psilorhynchus gokkyi Conway & Britz, 2010[4]
- Psilorhynchus hamiltoni Conway, Dittmer, Jezisek & H. H. Ng, 2013[6]
- Psilorhynchus homaloptera Hora & Mukerji, 1935[7]
- Psilorhynchus kaladanensis Lal Ramliana, Lal Nuntluanga & Lal Ronunga, 2015[8]
- Psilorhynchus khopai Lal Ramliana, Solo, Lal Ronunga & Lal Nuntluanga, 2014[9]
- Psilorhynchus konemi Shangningam & Vishwanath, 2016[10]
- Psilorhynchus maculatus Shangningam & Vishwanath, 2013[11]
- Psilorhynchus magnaoculus Bungdon Shangningam and Laishram Kosygin, 2021[12]
- Psilorhynchus melissa Conway & Kottelat, 2010[13]
- Psilorhynchus microphthalmus Vishwanath & Manojkumar, 1995
- Psilorhynchus nepalensis Conway & Mayden, 2008
- Psilorhynchus ngathanu Shangningam & Vishwanath, 2013[14]
- Psilorhynchus nudithoracicus Tilak & Husain, 1980[6]
- Psilorhynchus olliei Conway & Britz, 2015[15]
- Psilorhynchus pavimentatus Conway & Kottelat, 2010[13]
- Psilorhynchus piperatus Conway & Britz, 2010[4]
- Psilorhynchus pseudecheneis Menon & A. K. Datta, 1964[16]
- Psilorhynchus rahmani Conway & Mayden, 2008
- Psilorhynchus robustus Conway & Kottelat, 2007
- Psilorhynchus rowleyi Hora & Misra, 1941[17]
- Psilorhynchus sucatio (F. Hamilton, 1822)[6]
- Psilorhynchus tenura Arunachalam & Muralidharan, 2008
- Psilorhynchus tysoni Conway & Pinion, 2016[18]